# Kürpödi erődtemplom
A kürpödi erődtemplom műemlékké nyilvánított épület Romániában, Szeben megyében. A romániai műemlékek jegyzékében az SB-II-a-A-12352 sorszámon szerepel.